# Султиєво
Султи́єво (рос. Султыево, башк. Султый) — присілок у складі Янаульського району Башкортостану, Росія. Входить до складу Старокудашевської сільської ради.
Населення — 68 осіб (2010; 68 у 2002).
Національний склад:
- башкири — 94 %